# Museo bolivariano
Il Museo bolivariano è un museo fondato nel 1911 dedicato a Simón Bolívar, l'eroe delle guerre d'indipendenza ispanoamericane. È ubicato a Caracas. Le collezioni comprendono oggetti legati a Bolívar e all'indipendenza del Venezuela.

## Storia
Molti degli oggetti del museo sono stati raccolti nel XIX secolo, e alcuni di loro sono stati messi in mostra nel 1883, quando il presidente Guzmán Blanco ha organizzato una mostra per celebrare il centenario della nascita di Bolívar. Tuttavia, non è stato fino al XX secolo che un museo è stato dedicato a Bolívar. Il presidente Rómulo Betancourt ha preso la decisione di spostare il museo nella sede attuale vicino al luogo di nascita di Bolívar. L'architetto responsabile, Graziano Gasparini, ha ricostruito una facciata in stile coloniale spagnolo per il nuovo edificio, che è stato inaugurato nel 1960.
Al suo interno si possono trovare documenti storici, armi del periodo coloniale e dell'indipendenza, abiti e oggetti personali di Simón Bolívar, bandiere che sono stati utilizzati nella guerra d'indipendenza del Venezuela, la lancia di José Antonio Páez e la bara nel quale trasportarono i resti di Simón Bolívar da Santa Marta a Caracas.